# 9144 Hollisjohnson
A 9144 Hollisjohnson (ideiglenes jelöléssel 1955 UN1) a Naprendszer kisbolygóövében található aszteroida. Indiana University fedezte fel 1955. október 25-én.